# マウスピース (金管楽器)

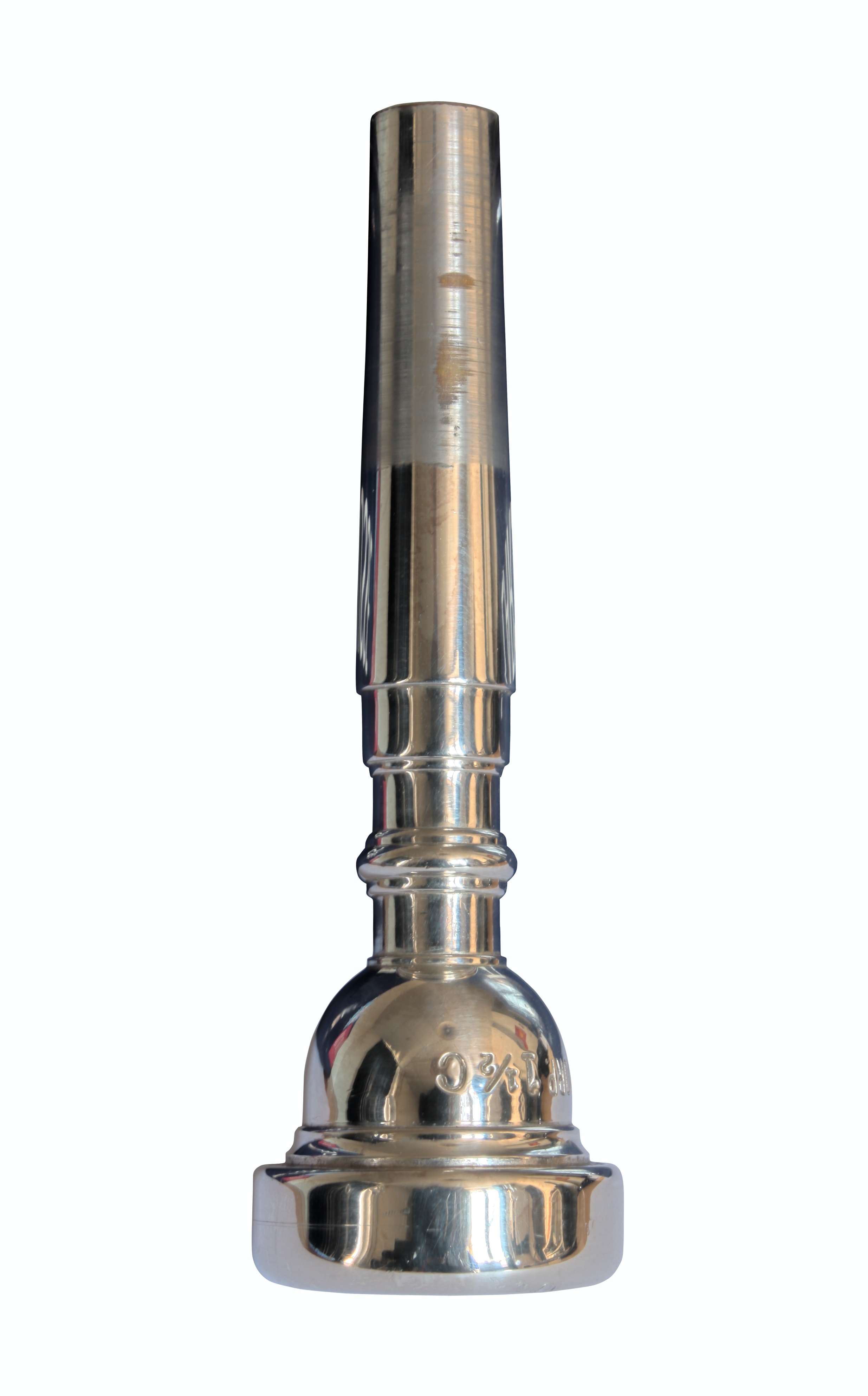
トランペットのマウスピース

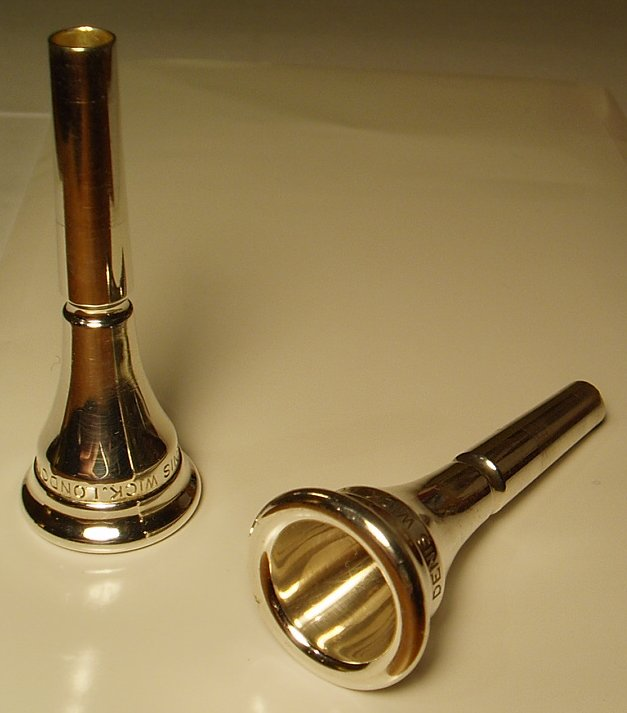
ホルンのマウスピース

金管楽器におけるマウスピース（英: mouthpiece）は、金管楽器のパーツのうち、奏者の唇と接して音を発生させる部分のこと。
リム (rim) で囲まれた円形の開口部を持ち、カップ (cup) と呼ばれる半球形もしくは円錐形の空洞を介して、先端の窄まった開口部（スロート）が、バックボア (backbone) と呼ばれる先細りの円筒形の管へと続き、本体のテーパー（リードパイプ）と呼ばれる開口部を通じて楽器本体と接続される。

## 概要
唇を軽く合わせて閉じた状態で息を吹き出した時に上下の唇の隙間で振動が起きるが、すべての金管楽器は、音を奏者の唇の振動（アンブシュア）によって気柱、つまり楽器内部の空気を振動させることで生じさせる。その振動をラッパ管部に伝達する受け口をマウスピースと呼ぶ。具体的には、唇をマウスピースに密着させ、息を吹き込む際に唇で振動音を発生させること（いわゆる「バズィング」）で実現する。ほとんどの楽器のマウスピースは楽器本体から取り外すことができる。これは、楽器をケースに収納しやすくするため、同じ楽器でも音質を使い分けられるようにするためといった目的があり、演奏者のアンブシュアを練習するためにマウスピースのみでの「演奏」が行われる場合がある。練習以外の目的でマウスピースだけを使って演奏されることは殆どなく、それが楽曲の中で行われれば特殊奏法に位置づけられる。
音響学的には、唇の開閉による方形波状の音圧変化を、カップのコンプライアンスとスロートの音響抵抗でフィルタリングする装置として機能している。
マウスピースの形状の違いは同じ楽器を用いた時の音質の違いにつながり、演奏者のアンブシュアに合わせたり、ある特定の音色を出すため、あるいは演奏スタイル（曲のジャンルや吹き方など）に最適化するために選択される。楽器の特性に応じてマウスピースの形状も異なり、例えば、トランペットやトロンボーンのマウスピースが通常半球形であるのに対し、ホルン（フレンチホルン）のマウスピースは円錐形である。低音楽器では、響きを最大にするために、マウスピースも大きくなる。取り付ける楽器によって大きさや各部の比率など細部が異なるが、お椀型のカップの底に管を取り付けたような基本の構造は変わらない。また、カップの深さや全体の重さなど各要素の違いは、音色や吹奏感に影響があるが、奏者自身に依存する点も多い。
金管楽器本体側のマウスピースを接続する部位はマウスパイプと呼ばれる。

## 部位の名称

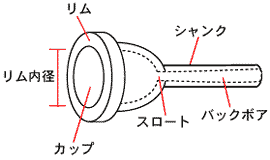
金管マウスピース解説

リム（英: rim）
演奏者の唇に触れる部分である。この厚さや形状は、演奏者の好みにより様々である。リムが厚いもの・平坦なもの、リム内側エッジが比較的鋭角なものは音程の安定性がよく長時間吹いても疲れにくい傾向があり、リムが薄いもの・表面の丸みが強いもの、リム内側のエッジが丸みを帯びたものは音程の跳躍が容易な傾向がある。リム内径が大きいものは大音量が得やすく、楽音の調整領域が広く、音楽表現の幅が大きくなるが、奏者には非常に高い技量（持久力も）が求められる傾向がある。リム内径が小さいものは、高音域が吹きやすいが、低音域で豊かな音色をだすのが難しくなる傾向がある。初心者やアマチュアには中程度のものが推奨される。
カップ（英: cup）
マウスピース内側の椀形をした部分であり、この深さや容積、形状は音色や吹奏感、高音域・低音域の吹きやすさに影響を与える。断面形状により、「Uカップ」、「Vカップ」などと呼ばれる。Uカップは倍音成分が多く含まれ輝かしい音色に、Vカップは倍音成分が少なく深みがあり甘いメロウな音色になる傾向がある。また、ホルンなどでは、UカップとVカップを組み合わせたような形状や、角度の異なるVカップ同士を組み合わせたような形状のマウスピースもあり、「ダブルカップ」と呼ばれる。
スロート（英: throat）
マウスピースの内側の最も細い部分である。スロート径が大きいものは暗めの音色で大音量や低音域を楽に出すことができ、逆に小さいものは明るく速い音で高音域が楽に吹ける傾向がある。
バック・ボア（英: back bore）
スロートから楽器本体へ向かって広がる、内側部分である。バックボアの形状（広がりの早さ）は音色や吹奏感、高音域・低音域の吹きやすさに影響を与える。
シャンク（英: shank）
楽器本体との接合部分で、殆どのものは楽器の受け口に合わせてテーパが付けられている。同じ種類の楽器でも製作者によって受け口の形状が異なり、シャンクもそれに合わせて加工される。

## 形状
1. リムの内径
2. リムの幅
3. リムの輪郭
4. リムのエッジ
5. カップ
6. スロート
7. バックボア
8. シャンク

トランペット用マウスピーズの断面

マウスピースは楽器の響きに大きな影響を与える。影響を与える主な要素としては、カップの形状、バックボアの形状、リムの内径がある。奏者は自分の演奏スタイルに合ったマウスピースを選ぶことが多く、一般的に高音域を重視する奏者はリムの内径が小さいマウスピースを好み、低音域を重視する奏者はリムの内径が大きいマウスピースを好む。カップの深さも金管楽器の音色に大きく影響し、浅いカップは音を "明るく"、つまり上の倍音がより強調され、深いカップは音を "暗く"、つまり下の倍音が強調される。しかし、これらの効果の現れ方は奏者によって異なり、個人的な要因であることも少なくない。
楽器本体から振動を奏者の唇に伝える（フィードバックする）役割もあり、材質の比重や厚み、重量の違いが吹奏感に影響する。
| No. | 要素           | 影響 | 標準的なサイズ (トランペット)        | 標準的なサイズ （チューバ）   |
| --- | -------------- | --- | ------------------------------------ | ----------------------------- |
| 1. | リムの内径     | 内径が大きいほど低音域の響きが良く、より豊かな音が得られる。内径が小さいほど高音域を出しやすくなる。                                                                                         | 16 mm (0.63 in)                      | 32 mm (1.3 in)                |
| 2. | リムの幅       | 広いほど唇への圧力が軽減され持久力が向上するが、柔軟性に劣る。 | 5, 6 or 7 mm (0.20, 0.24 or 0.28 in) | 6 mm (0.24 in)                |
| 3. | リムの輪郭     | リムの輪郭が平らであるほど、リムのエッジが鋭くなる傾向がある（次項参照）。 | 多様                                 | 多様                          |
| 4. | リムのエッジ   | リムのエッジが鋭いと音のコントロールが良くなる。エッジがなめらかだと持続力が増す。 | 多様                                 | 多様                          |
| 5. | カップの深さ   | 浅いカップは高音域を出しやすくなる。深いカップは低音域の響きと豊かな音色に貢献する。 | リムの内径の半分程度                 | リムの内径の4分の3から2倍程度 |
| 5. | カップの形状   | 半球形のカップはより明るく、より響き渡る音色を持つ。円錐形のカップは音の明瞭度が低くなる (下記参照)。                                                                                        | 半球形                               | 半球形または円錐形            |
| 6. | スロートの輪郭 | 半球形のカップでは、スロートの輪郭が鋭いとより硬く響き渡る音色を、丸みのある輪郭はより深く豊かな音色を生み出す。円錐形のカップでは、滑らかなスロートの輪郭の場合、音の輪郭がはっきりしない。 | 比較的鋭い                           | 比較的丸い                    |
| 6. | スロートの内径 | スロート径が大きいほど音量は大きくできるが、コントロール性は低下する。スロート径が小さいほどコントロール性は向上するが、音量には大きな制限がある。                                           | 3.6 mm (0.14 in)                     | 7.6 mm (0.30 in)              |
| 7. | バックボア     | 円錐形のバックボアが多いほど音色が豊かになり、円筒形のバックボアが多いほど明るく響き渡る音色が得られる。                                                                                     | 円筒形が多い                         | 多様                          |
| 注：本表では、 - 「柔軟性」とは「機敏さ」の可能性を指す。柔軟性が高いほど、速いパッセージや大きな音程の音楽を演奏しやすくなるという意味である。 - 「コントロール」とは、倍音と音色のコントロールのしやすさを指す。 - 「豊かな音色」とは高次倍音の少ない音を指し、「明るい音色」とは高次倍音の多い音を指す。 |                | |                                      |                               |

## 素材
マウスピースの素材は、金属かプラスチックのいずれかに大別され、コストや特性、機能に違いがある。金属製のマウスピースは、他の金属でめっきが施されることがある。
材質には真鍮が用いられることが多いが、ステンレス、チタンなどその他の金属で製作されることもあり、金属アレルギー対策などの理由で硬質の木材や、プラスチックなど、様々な材質のものが開発されている。金属製のものは通常、表面にメッキが施され、この多くは銀あるいは金である。

### 真鍮
金管楽器のマウスピースの多くは、本体と同じく真鍮（ブラス）で作られる。真鍮に用いられる銅には過剰摂取した際に毒性があるため、金や銀のめっきが施されていることが多い。

#### シルバープレート
シルバープレート（銀めっき）はゴールドプレートに比べてコストパフォーマンスに優れ、音質も安定しているため、金管楽器のマウスピースに一般的に用いられる。銀の有する殺菌効果もある。ゴールドプレートよりもクリアで落ち着いた音色を提供し、明瞭さと遠達性を必要とする演奏スタイルに適していると考える人もいる。変色しやすいため、より多くのメンテナンスが必要となる。変色した場合はポリッシュなどで磨くと輝きを取り戻すことができる。

#### ゴールドプレート
ゴールドプレート（金めっき）はシルバープレートに比べて高価であるが、シルバープレートの持つアレルギー性がなく、変色しないため定期的な洗浄さえすればメンテナンス性に優れているとも言える。ただし、高価なため一般的にはめっきの皮膜が薄く、摩耗により劣化しやすいとも言える。

### プラスチック
プラスチック製のマウスピースは主にポリカーボネートで製作され、さまざまな色で作られる。落としても変形しにくく、金属製のマウスピースよりも安価であることから、単体でバズィングの練習用に利用される機会が多い。また、熱伝導率が低く音程が安定しやすいため、屋外で演奏する際によく使用される他、金属アレルギーを持つ者にも適している。

### その他
近年では新たな材質として、ステンレス鋼、チタンあるいは木材が用いられることがある。真鍮製と比べてメッキが不要で身体的に安全であるというメリットがある。

## 大きさ
マウスピースのメーカーはそれぞれ異なるラベル体系を採用している。一般に数字の大小がマウスピースの大小を表すが、数字が大きいほどマウスピースのサイズが大きいとは限らない。アルファベットの符号も同様で、メーカーによって意味が異なる。業界標準として広く認められているものはない。